# Darkest Russia
Darkest Russia è un film muto del 1917 diretto da Travers Vale.

## Trama
Ilda Barosky, una ragazza ebrea il cui padre è stato ucciso dai soldati russi, è innamorata di Alexis Nazimoff, un giovane aristocratico che il padre vuole costringere a un matrimonio di convenienza con Olga, la figlia dell'ambizioso Karischeff, il ministro della polizia. Alla festa di fidanzamento, a Ilda - che è una violinista - viene chiesto di suonare un inno allo zar, ma la ragazza si rifiuta e, per punizione, viene frustata davanti a tutti. Alexis la salva dalla furia di suo padre e poi scrive una missiva a Karischeff, dove gli comunica la rottura del fidanzamento con sua figlia.
Il ministro è costretto alle dimissioni ma, per vendicarsi, l'ultimo decreto che firma è quello che condanna Ilda e Alexis a dieci anni di lavori forzati in Siberia. In Siberia, i due condannati tentano la fuga ma vengono ripresi e condannati alla fucilazione. Sarà l'intervento del conte Nazimoff, il padre di Alexis, che nel frattempo è diventato ministro al posto di Karischeff, a salvarli quando arriverà con la grazia. Di ritorno a casa, i due giovani ottengono finalmente la benedizione del conte alle loro nozze.

## Produzione
Il film fu prodotto dalla World Film, una compagnia gestita da William A. Brady, un impresario teatrale e produttore cinematografico che era anche padre di Alice Brady, la protagonista del film.

## Distribuzione
Distribuito dalla World Film, il film - presentato da William A. Brady - uscì nelle sale cinematografiche USA il 23 aprile 1917. In Portogallo, dove prese il titolo Nobreza Moscovita, fu distribuito il 3 giugno 1919.